# Richmond (Maarssen)
Richmond is een historisch woonhuis uit 1776 aan de Kerkweg in Maarssen in de Nederlandse provincie Utrecht. Het rijksmonument is momenteel in gebruik als bedrijfsgebouw. Het heeft een rechte kroonlijst en fraaie raamomlijstingen. De deur bevat een amandelvorm motief in de Lodewijk XVI-stijl.